# 바스티수쿠스

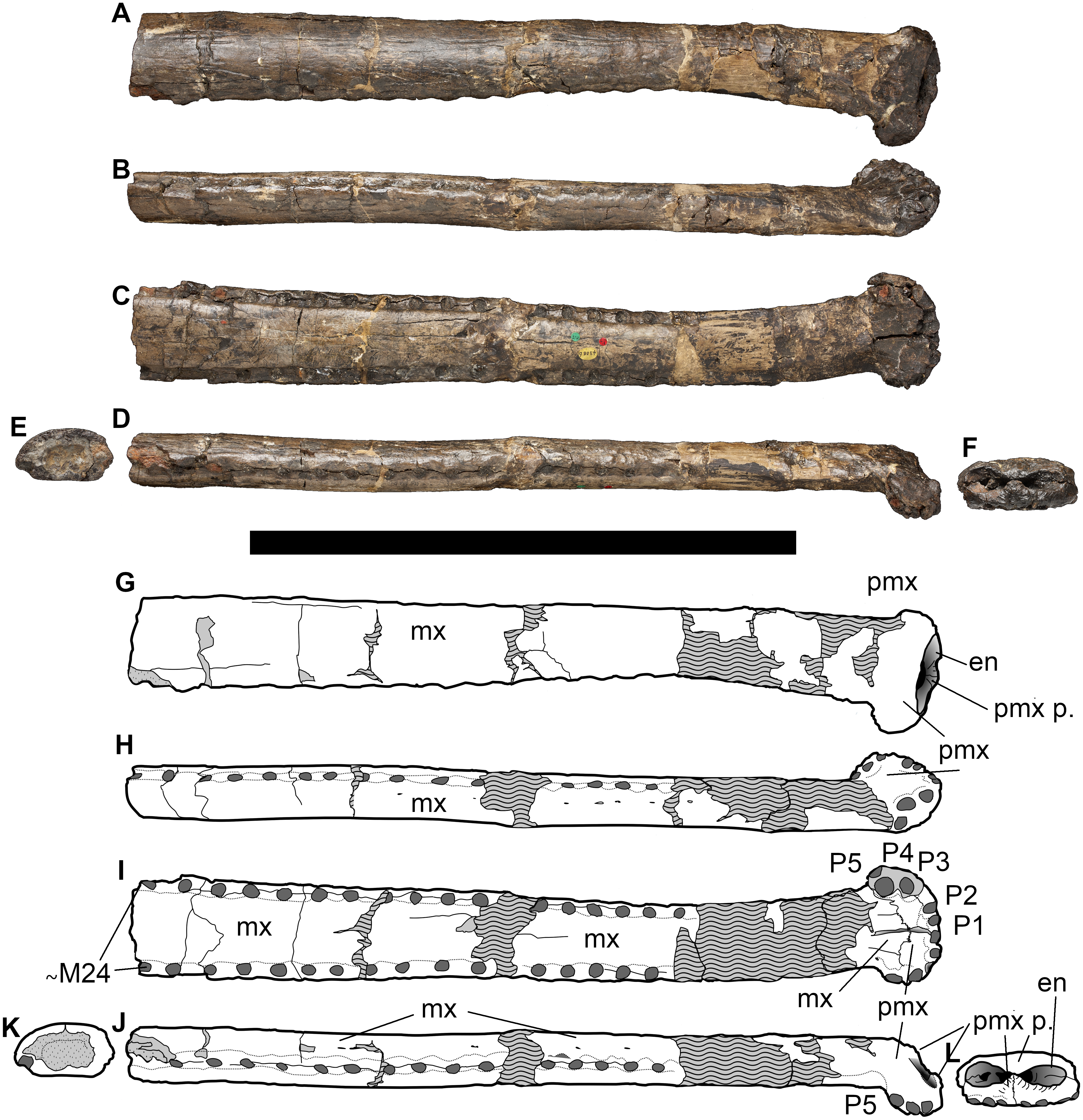

바스티수쿠스(학명:Bathysuchus)는 악어목 텔레오사우루스과에 속하는 악어이다. 지금은 멸종된 악어로 몸길이가 4~6m인 거대한 악어에 속한다.

## 특징
바스티수쿠스는 바다의 생활에 적응하여 바다에서 살아갔던 바다악어 중에 하나이다. 바스티수쿠스는 매우 긴 뼈의 구조에 현재 여러 코에서 알려진 두개골과 이빨 그리고 몇 상악골의 뒷면이다. 그것은 다음과 같은 특성이 다른 파생 teleosaurids에서:상악 전구골 강렬하게 배로 편향 전연 5명, 전상 악골개의 폐포를 가지고 있으며 caudal-most 상당히 치수가 줄어져 당하고anterodorsally 외부 콧구멍 지향적이며 원뿔형 이빨을 가진다. 이는 끝이 세번째에 볼 수 있는 베어링이 두드러진다. 다른 핵심적인 진단 캐릭터들이 치아 수에서 찾아볼 수 있다. 외부 콧구멍(대략 '8'-shaped)의 형태와 앞뒤 턱 뼈 아래로 내리고 바깥의 강한 편향이다. 세부적으로 따지면 바티수쿠스는 원래 1871년에 존 휘태커 헐크가 NHMUK PV 또는 영국 도르셋 킴메리지 만의 킴메리지 클레이 포메이션의 불완전한 주둥이인 43086에 근거하여 T. 메가히누스의 새로운 종으로 묘사되었다. 자연사 박물관에 보존된 멸종된 파충류와 양서류들의 1888년 카탈로그에서 리처드 리데커는 이것을 스테네오사우루스(S. megarhinus)라고 불렀다. 델레어(1958)는 스테네오사우루스에 대한 T. 메가히누스의 귀속을 받아들이지 않았고 2005년 클래디스트도 전통적으로 스테네오사우루스에 배정된 다른 종들보다 테레오사우루스에 더 가까운 종을 되찾았다.2015년의 예비 보고서는 "스테네오사우루스" 메가히누스가 다른 모든 중후기 쥐라기 텔로사우루스류와 구별되어 있으며 그 속은 그 자체로 그럴 만하다고 밝혔다. 이러한 연구는 2019년에 이 종에 귀속된 모든 표본을 새롭게 구별되는 속인 Bathyschus megarhinus에 다시 설명함으로써 추적되었다. 바티수쿠스의 총칭은 고대 그리스어 βαας(바스투스)에서 '딥(deep)'을, '악어(crocodile)'을 뜻하는 tσoῦχοςς(soûkhos)'에서 따온 것으로 유추된 생활방식을 가리키는 '딥 워터 악어(deep water cr악어)'를 의도적으로 번역한 것이다. 바티수쿠스에는 홀로타입, NHMUK PV OR 43086, DORCM G..5067i-v 등 3개의 표본이 알려져 있으며 모두 깊은 물솟의 킴메리지 클레이 형성의 일부인 도르셋 킴메리지 만에서 온 불완전한 주둥이들이다. 프랑술레스 '라 크루제트'의 약간 오래된 Aulacostephanus eudoxus Sub-Boreal 암모나이트 존의 두개골은 프랑스 퀘르시로부터 매우 알려져 있다. teleosaurid thalattosuchian의 영국과 프랑스에서 후기 쥐라기(키 메리 지세) 깊은 물 해양 퇴적물로부터 Bathysuchus(" 깊은 물 악어")는 멸종된 바다악어의 하나에 속이다. Bathysuchus 디스플레이로서 더 매끄러운 두개골에 감소 된 갑옷과 투구 도금을 가지며 완전히 해양 metriorhynchids과 비슷한 포함하여 더 다른 teleosaurids(그것의 밀접한 상대 Aeolodon과 함께)보다 회유였다는 것을 제안한 기능이다. 이는 텔레오사우루스와 같은 그것의 이전 친척들이 얕은 해안과 석호 환경에 적합한 Kimmeridgian 시기의 동안에 해수면이 상승하였으며 이것은 아마도 각색한 작품이다. 생물학적으로 따지면 바스티수쿠스는 아올로돈과 메트로린치드와 몇 가지 특징을 공유하는 것으로 확인되었는데, 이는 다른 텔레오사우루스보다 더 펠로마틱한 것으로 추측된다. 해부학적으로 본다면 바스타수쿠스는 두개골의 축소된 장식뿐만 아니라 더 작고 덜 조각된 골격을 그들과 공유한다. 가까운 친척인 아이오로돈에서 알 수 있듯이, 그것이 비례적으로 더 작은 사지 뼈를 가지고 있는지도 알 수 없다. 크로커다일로모형의 혈관화된 골격은 열을 몸 안으로 발산하는 것으로 생각되기 때문에 골격의 크기와 복잡성의 감소는 체온조절과 관련이 있는 것으로 제안된다. 펠라릭 해양 파충류에서 바스킹은 주변 수온이 덜 변동하기 때문에 필요하지는 않으며 배시수스와 그 친척인 아올로돈으로 이어지는 혈통에서도 골수 커버리지가 줄어들 수 있도록 비슷한 변화가 일어났을 수 있다. 키메리지 클레이에 바티수쿠스 화석이 있는 것도 중요한데, 이는 150~200m 정도로 추정되는 깊이의 외측 선반에 수심이 깊은 환경을 나타내며 대형 플리오사우루스, 지오사우루스 메트리린치드, 안구공룡 등 심해 동물과 관련이 있었기 때문이다. 이러한 환경은 쥐라기 하위-보랄 시웨이의 일부로서, 지구 해수면이 상승함에 따라 중후 쥬라기 경계에 걸쳐 텔로사우루스 다양성이 감소하는 것으로 지적되었다. 그러면 바티수쿠스와 아올로돈은 지역 환경이 변함에 따라 더 많은 펠로피적인 생활방식에 적응하기 위해 얕은 수중의 텔레오사우루스에 대한 시도를 나타내는 것일 수 있고 반면에 다른 텔레오사우루스들은 테티스 해로와 대륙 유럽의 여백에 제한되었다. 먹이로는 당대에 살았던 물고기, 갑각류, 작은 어룡을 모두 섭식했던 육식성의 포식자로 추정되는 종이다.

## 분류
바스티수쿠스는 텔로사우루스와 스테네오사우루스에 대한 친화력은 두개골의 표면적인 특징에 기초했을 뿐이지만, 텔로사우루스 탈라토슈안으로 꾸준히 인식되어 왔다. 바티수쿠스의 해부학적 특이성은 알려진 표본에 대한 철저한 재설명을 통해 포파와 동료들에 의해 2019년에 인식되었다. 이것은 또한 그들이 그것을 새롭게 인식된 특징들을 포함하는 탈라토수스키안의 최신 유전학적 분석에 포함시킬 수 있게 했다. 그들의 분석 결과 텔레오사우루스과가 크게 두 그룹으로 나뉘었는데 일반적인 텔레오사우루스과와 다른 하나는 그들이 '클레이드 T'라고 부르는 일반적으로 긴 코로 흡입된 제네라와 스테노사우루스 에드워드시, 두족류 마키모사우루스, 그리고 그들이 '클레이드 S'라고 부르는 그들의 가장 가까운 친척들이다. 바티수쿠스는 아올로돈과 그 후 멕테로수쿠스와 가장 밀접한 관련이 있는 '클레이드 T'의 일원으로 밝혀졌다. 이들의 결과는 다음과 같이 단순화되었다.

### 계통에 따른 분류
이문단에서 바스티수쿠스가 가지는 여러 계통의 분류들을 전부 나열한다.
- 메트리오린초아상과

- 텔레오사우루아상과

- '스테네오사우루스' gracilirostis

- 클레이드 T

- 밀테로스쿠스

- 아이올로돈

- 바스티수쿠스

- 텔레오사우루스

- 플라티수쿠스속

- 중국 텔레오사우로이드

- '스테네오사우루스' 브리버

- 클래드 S

- '스테네오사우루스' 볼렌시스

- '스테네오사우루스' 레시

- '스테네오사우루스' 라르테티

- '스테네오사우루스' 헤베르티

- 스테노사우루스 에드워드시

- 마키모사우루스

- 레미수쿠스

- 마키모사우루스 뷔페우티

- 마키모사우루스 모자에

- 마키모사우루스 렉스

- 마키모사우루스 후기이

## 생존시기와 서식지와 화석의 발견
바스티수쿠스가 생존하던 시기는 중생대의 쥐라기 후기로서 지금으로부터 약 1억 6천500만년전~1억 4천500만년전에 생존했던 악어이다. 생존했던 시기에는 유럽을 중심으로 하는 대서양과 북극해, 지중해를 중심으로 서식했던 바다악어이다. 화석의 발견은 1871년에 영국의 고생물학자인 존 히태커 헐크가 유럽의 쥐라기에 형성된 지층에서 처음으로 발견하여 새롭게 명명된 종이며 이후에는 다른 유럽의 국가에서도 바스티수쿠스의 화석이 발견되었다.

## 같이 보기
- 악어
- 중생대
- 트라이아스기
- 파충류
- 화석